# Relaciones Corea del Sur-Unión Europea
La República de Corea (Corea del Sur) y la Unión Europea (UE) son importantes socios comerciales: Corea es el noveno socio comercial de la UE y esta es el segundo mercado de exportación más grande de Corea. Ambos han firmado un acuerdo de libre comercio que entró en vigor a finales de 2011. Corea del Sur es uno de los tres países de Asia Oriental, los otros dos son Japón y Taiwán, cuya historia, cultura, derechos humanos y política han estado estrechamente vinculados con Occidente.

## Acuerdos
El primer acuerdo entre UE - Corea del Sur fue un Acuerdo de Cooperación y Asistencia Administrativa Mutua en Materia Aduanera firmado el 13 de mayo de 1997. Este acuerdo permite el uso compartido de la política de competencia entre ambos. El segundo acuerdo fue el Acuerdo Marco de Comercio y Cooperación, promulgado el 1 de abril de 2001. Este intenta aumentar la cooperación en varios sectores, incluyendo el transporte, la energía, la ciencia y la tecnología, la industria, el medio ambiente y la cultura.
En 2010 la UE y Corea firmaron un nuevo acuerdo marco y un acuerdo de libre comercio (TLC), que es el primer TLC de la UE con un país asiático y que elimina prácticamente todos los aranceles y muchas de las barreras no arancelarias. Sobre la base de esto, la Unión Europea y Corea decidieron en octubre de 2010 mejorar su relación con una Asociación Estratégica. Estos acuerdos entrarían en vigor a finales de 2011.

## Encuentros
Las cumbres UE-Corea tuvieron lugar en 2002 (Copenhague), 2004 (Hanói) y 2006 (Helsinki) en el marco de las reuniones de la ASEM . En 2009 se realizó la primera reunión bilateral independiente en Seúl. La delegación del Parlamento Europeo para las relaciones con Corea visitó el país dos veces al año para las conversaciones con sus homólogos de Corea. Las reuniones a nivel de ministros de relaciones exteriores tienen lugar al menos una vez al año al margen de las reuniones regionales de la ASEAN, sin embargo las reuniones entre el Canciller coreano y el Alto representante de la UE se han producido con más frecuencia, por ejemplo en las reuniones del G20. Reuniones entre los funcionarios se producen casi mensualmente.

## Comercio
El comercio entre las dos partes superó los 80 mil millones de euros en 2011. La UE es el cuarto mayor importador de mercancías de Corea del Sur (después de China, Japón y los Estados Unidos), mientras que Corea del Sur es el décimo importador más grande de mercancías de la UE. Según algunos estudios, un acuerdo puede aumentar el comercio hasta un 40% a largo plazo.
| Comercio entre la UE y Corea en 2010 | Comercio entre la UE y Corea en 2010 | Comercio entre la UE y Corea en 2010 | Comercio entre la UE y Corea en 2010 | Comercio entre la UE y Corea en 2010 |
| Dirección del comercio               | Bienes                               | Servicios                            | Flujo de inversión                   | Acciones de inversión                |
| ------------------------------------ | ------------------------------------ | ------------------------------------ | ------------------------------------ | ------------------------------------ |
| De la UE a Corea                     | 28 mil millones de euros             | 6 mil millones de euros              | 500 millones de euros                | 28,9 miles de millones de euros      |
| De Corea a la UE                     | 38,7 miles de millones de euros      | 3.9 miles de millones de euros       | Mil millones de euros                | 9,9 miles de millones de euros       |